# Тиберкуль (поселение)
Тиберкуль («Город Солнца», «Обитель рассвета») — экологическое (эконоосферное) поселение последователей религиозной организации (секты) «Церковь последнего завета» в Курагинском районе Красноярского края, у озера Тиберкуль рядом с горой Сухая. Численность жителей около 150—200 человек (примерно 50 домов, преимущественно деревянных). Основной вид деятельности: летом — земледелие и собирательство, заготовка материалов на зиму; зимой — ремёсла. Взрослые придерживаются вегетаринства. Административно входит в посёлок Жаровск.
Основано в 1995 году Виссарионом (Сергеем Торопом) и его последователями. После ареста Виссариона Рослесхоз через суд потребовал пересмотреть генплан таёжных деревень, в которых поселились его последователи. Ведомство настаивает, что в середине 1990-х землю для строительства им выделяли с нарушениями. Если суд согласится с доводами Рослесхоза, в поселении могут снести больше трети домов.